# Shōwa-Station
Koordinaten: 69° 0′ 0″ S, 39° 34′ 59″ O

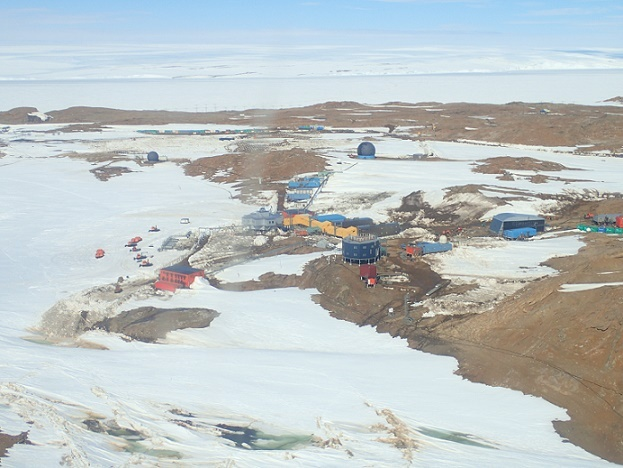
Luftaufnahme der Showa-Basis-Station, aufgenommen aus einem Hubschrauber.

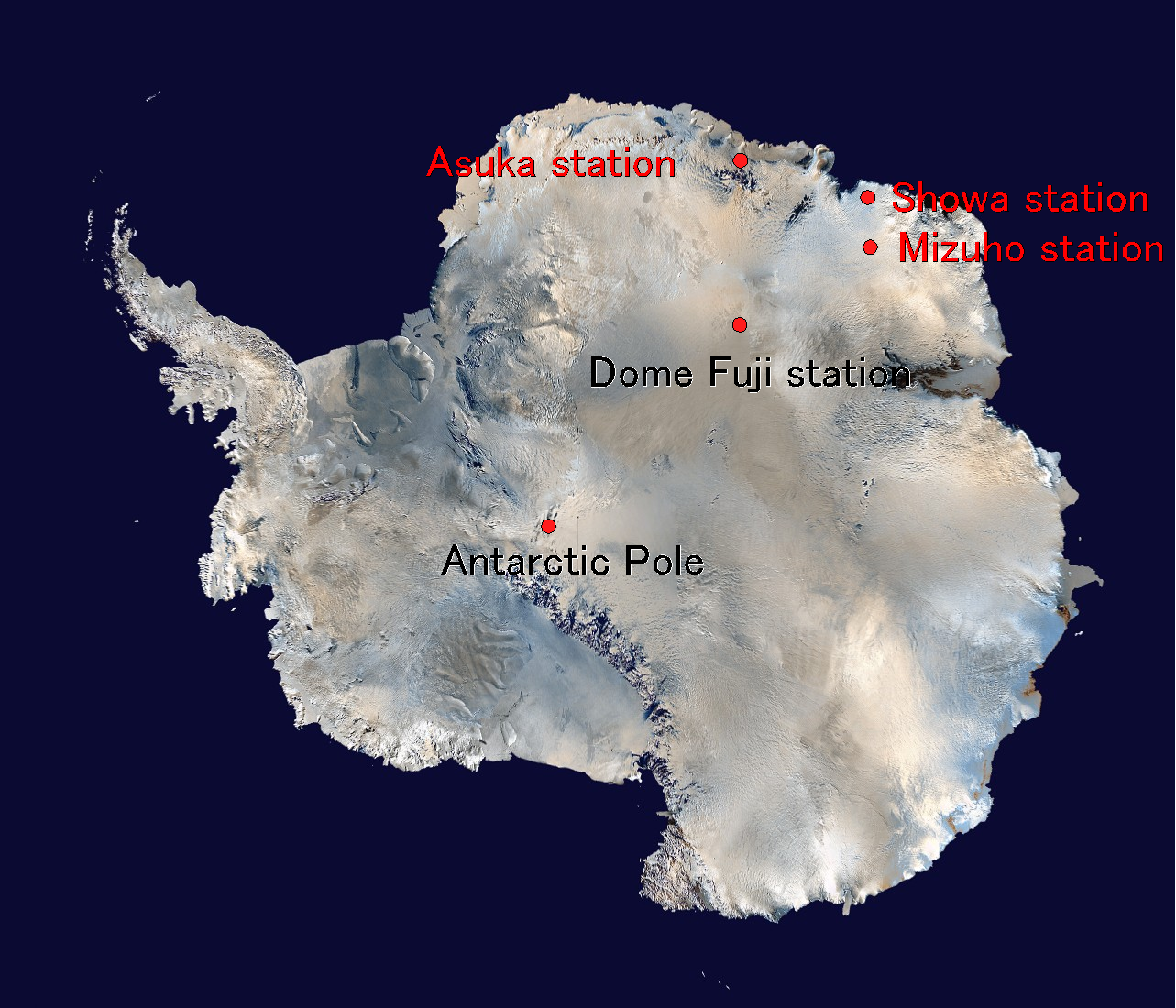
Die japanischen Antarktisstationen (engl. Beschriftung)

Die Shōwa-Station oder Syôwa Base (jap. 昭和基地, Shōwa-kichi) ist eine Forschungsstation der japanischen Antarktisforschung, die 1957, im 32. Jahr der Shōwa-Zeit, auf der Ost-Ongul-Insel vor der Küste des antarktischen Königin-Maud-Lands errichtet wurde. Von 1970 bis 1985 wurden von der Shōwa-Station regelmäßig Forschungsraketen der Typen S-160, S-210 und S-310 gestartet.